# Богач, Пётр Григорьевич
Пётр Григорьевич Богач (30 января 1918, c.Соколовка УССР — 23 июня 1981, Киев, УССР, СССР) — советский физиолог, академик АН УССР (1978-81).

## Биография
Родился 30 января 1918 года в селе Соколовка Хмельницкой области УССР.
В 1937 году окончил Нежинский педагогический институт. С 1939-по 1952 год работал в КиевГУ. С 1952-по 1971 и с 1979-по 1981 год занимал должность директора института физиологии животных при Киевском университете, при этом с 1964-по 1973 год занимал должность заведующего кафедрой биофизики, а с 1973-по 1981 год заведующий кафедрой физиологии человека и животных этого же института.
Скончался 23 июня 1981 года в Киеве. Похоронен на Байковом кладбище Киева (участок № 33).

## Научные работы
Основные научные работы посвящены изучению центральных и периферических механизмов регуляции деятельности пищеварительного аппарата, физиологии гипоталамуса и надгипоталамических структур мозга, электрофизиологических свойств гладких мышц и биофизики мышечного сокращения.
- Получил данные о рефлекторной регуляции моторной деятельности пищеварительного тракта, выявил гипоталамические механизмы регуляции желчеобразования, желчевыделения и всасывания.
- Исследовал конформационные свойства миозина гладких и скелетных мышц.

## Награды и премии
- Премия имени К.М.Быкова (1967)